# Le Poët
Ne doit pas être confondu avec Le Poët-Laval, Le Poët-Sigillat, Le Poët-en-Percip ou Le Poët-Célard.
Le Poët est une commune française située dans le département des Hautes-Alpes en région Provence-Alpes-Côte d'Azur.

## Géographie

### Localisation
Traversé par l'ancien tracé de la route Napoléon, le village se situe à 38 kilomètres au sud de la ville de Gap, à 13 kilomètres de la ville de Sisteron et 5 kilomètres de la ville de Laragne-Montéglin.
Le lac de Mison est à 1,9 kilomètre et la ville à 2,2 kilomètres.
La commune, limitrophe du département des Alpes-de-Haute-Provence, se trouve dans l'aire d'attraction de Sisteron, dans la zone d'emploi de Digne-les-Bains et dans le bassin de vie de Laragne-Montéglin

### Communes limitrophes
Les communes limitrophes sont  Mison, Sigoyer, Sisteron, Upaix, Valernes et Vaumeilh.
|                                 | Upaix                              | Sigoyer (Alpes-de-Haute-Provence)  |
| Mison (Alpes-de-Haute-Provence) | Poët                               | Vaumeilh (Alpes-de-Haute-Provence) |
|                                 | Sisteron (Alpes-de-Haute-Provence) | Valernes (Alpes-de-Haute-Provence) |

### Géologie et relief
La superficie de la commune est de 15,51 km2 ; son altitude varie de 460  à   678 mètres.

### Hydrographie

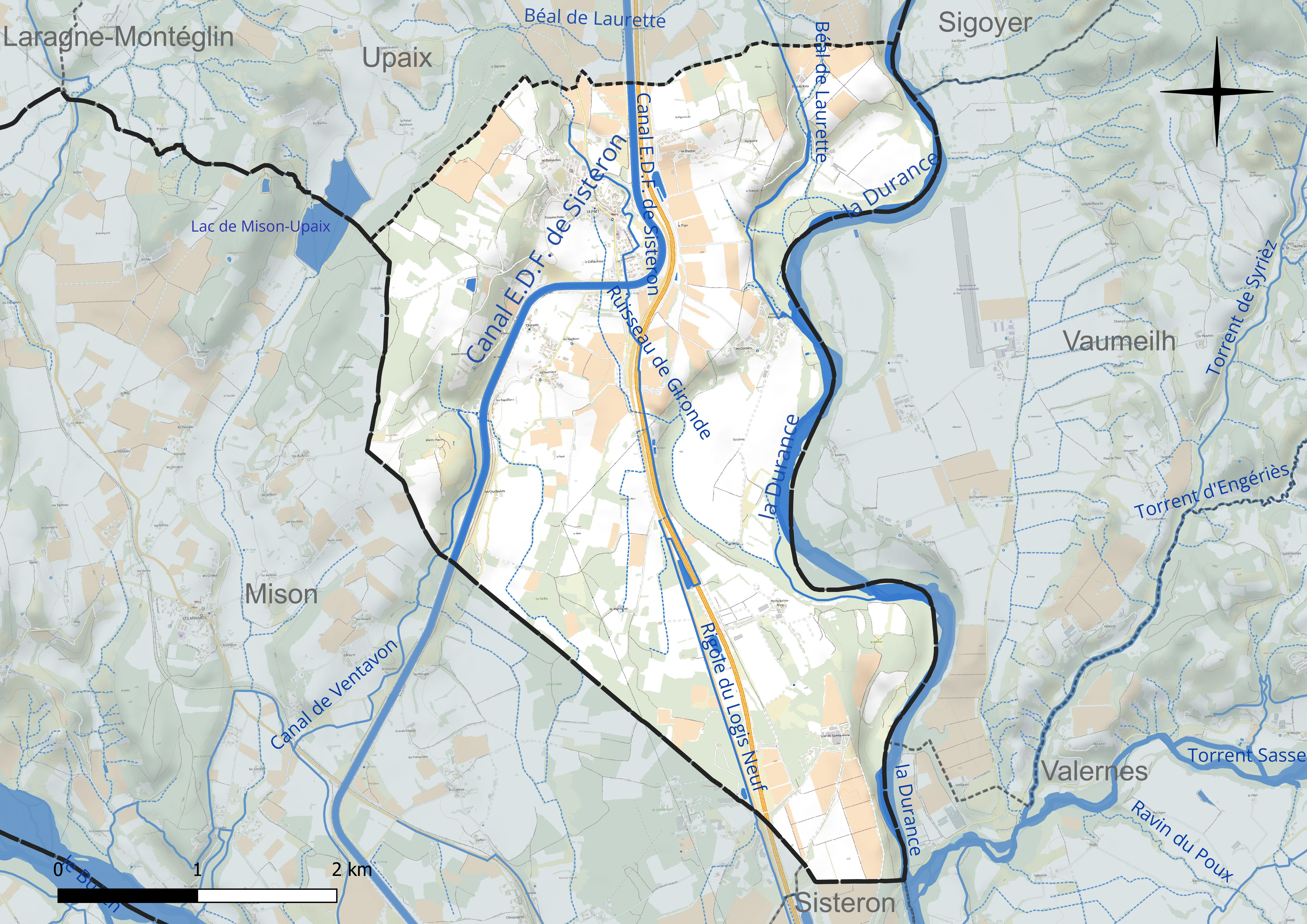
Carte hydrographique de la commune.

Le territoire communal est limité à l'est par le lit de la Durance, l'un des affluents du fleuve le Rhône.
Plusieurs ruisseaux drainent également la commune.
Le Canal de Sisteron, une amenée d'eau qui achemine les eaux de la Durance du barrage de Curbans jusqu’au lac du barrage Saint-Lazare, à Sisteron, traverse Le Poët.

### Climat
Pour des articles plus généraux, voir Climat de Provence-Alpes-Côte d'Azur et Climat des Hautes-Alpes.
En 2010, le climat de la commune est de type climat méditerranéen altéré, selon une étude du Centre national de la recherche scientifique s'appuyant sur une série de données couvrant la période 1971-2000. En 2020, Météo-France publie une typologie des climats de la France métropolitaine dans laquelle la commune est exposée à un climat de montagne ou de marges de montagne et est dans la région climatique Alpes du sud, caractérisée par une pluviométrie annuelle de 850 à 1 000 mm, minimale en été.
Pour la période 1971-2000, la température annuelle moyenne est de 11,1 °C, avec une amplitude thermique annuelle de 18,2 °C. Le cumul annuel moyen de précipitations est de 849 mm, avec 6,8 jours de précipitations en janvier et 4,5 jours en juillet. Pour la période 1991-2020, la température moyenne annuelle observée sur la station météorologique de Météo-France la plus proche, « Laragne Montéglin », sur la commune de Laragne-Montéglin à 6 km à vol d'oiseau, est de 12,0 °C et le cumul annuel moyen de précipitations est de 813,8 mm. 
La température maximale relevée sur cette station est de 41,1 °C, atteinte le 28 juin 2019 ; la température minimale est de −17,4 °C, atteinte le 18 décembre 2010,,.
Les paramètres climatiques de la commune ont été estimés pour le milieu du siècle (2041-2070) selon différents scénarios d'émission de gaz à effet de serre à partir des nouvelles projections climatiques de référence DRIAS-2020. Ils sont consultables sur un site dédié publié par Météo-France en novembre 2022.

## Urbanisme

### Typologie
Au 1er janvier 2024, Le Poët est catégorisée commune rurale à habitat dispersé, selon la nouvelle grille communale de densité à 7 niveaux définie par l'Insee en 2022.
Elle est située hors unité urbaine. Par ailleurs la commune fait partie de l'aire d'attraction de Sisteron, dont elle est une commune de la couronne,. Cette aire, qui regroupe 21 communes, est catégorisée dans les aires de moins de 50 000 habitants,.

### Occupation des sols

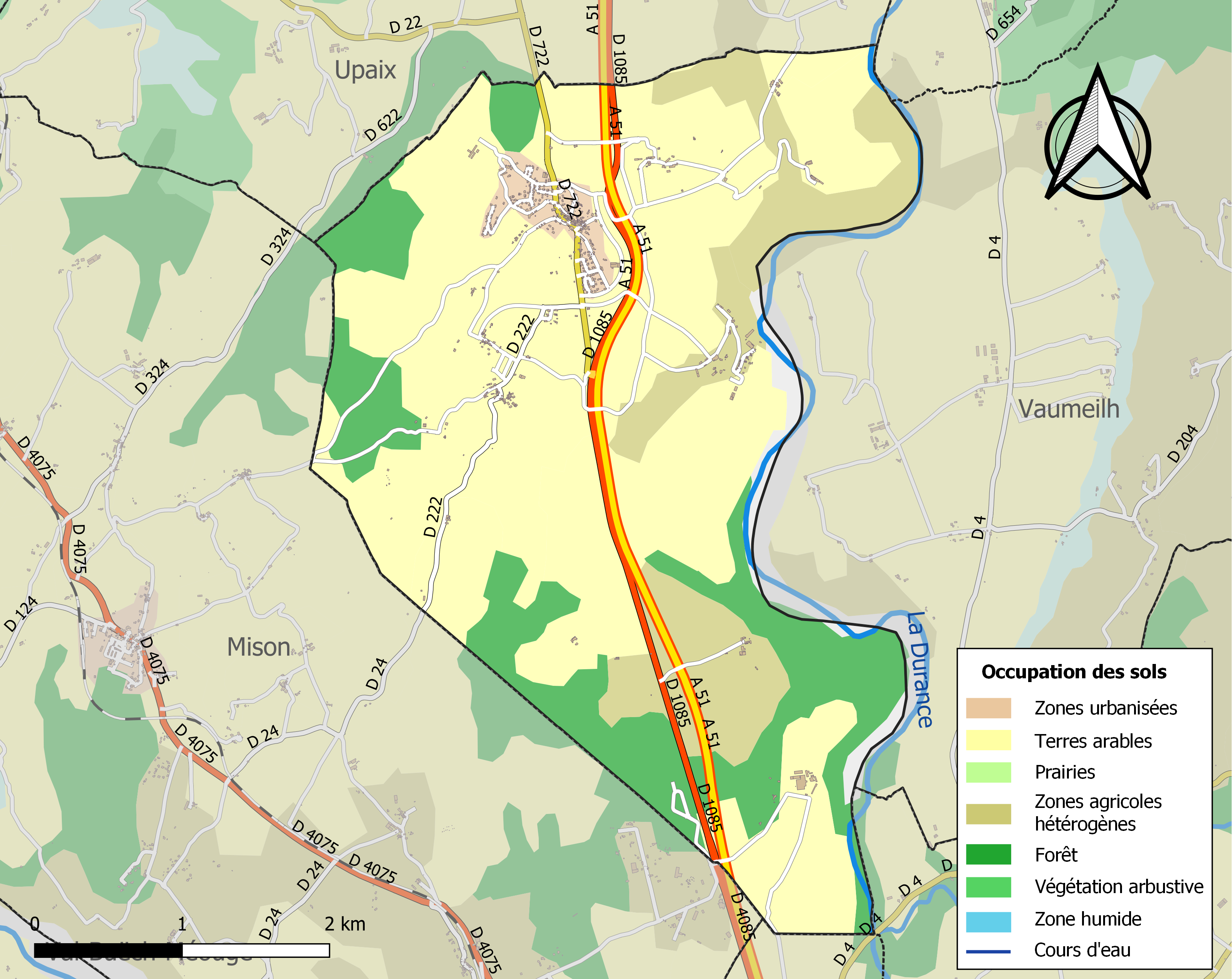
Carte de l'occupation des sols de la commune en 2018 (CLC).

L'occupation des sols de la commune, telle qu'elle ressort de la base de données européenne d’occupation biophysique des sols Corine Land Cover (CLC), est marquée par l'importance des territoires agricoles (76,8 % en 2018), en diminution par rapport à 1990 (79,2 %). La répartition détaillée en 2018 est la suivante : 
cultures permanentes (43,7 %), forêts (18,5 %), terres arables (18,1 %), zones agricoles hétérogènes (15 %), zones urbanisées (2,4 %), espaces ouverts, sans ou avec peu de végétation (2,2 %).
L'évolution de l’occupation des sols de la commune et de ses infrastructures peut être observée sur les différentes représentations cartographiques du territoire : la carte de Cassini (XVIIIe siècle), la carte d'état-major (1820-1866) et les cartes ou photos aériennes de l'IGN pour la période actuelle (1950 à aujourd'hui).

### Morphologie urbaine
Le Poët est bâti sur une colline qui surplombe la plaine de la Durance.

### Habitat et logement
En 2021, le nombre total de logements dans la commune était de 487, alors qu'il était de 440 en 2016 et de 425 en 2011.
Parmi ces logements, 79,8 % étaient des résidences principales, 13,2 % des résidences secondaires et 7 % des logements vacants. Ces logements étaient pour 77,9 % d'entre eux des maisons individuelles et pour 21,7 % des appartements.
Le tableau ci-dessous présente la typologie des logements au Le Poët en 2021 en comparaison avec celle des Hautes-Alpes et de la France entière. Une caractéristique marquante du parc de logements est ainsi une proportion de résidences secondaires et logements occasionnels (13,2 %) inférieure à celle du département (45,5 %) mais supérieure à celle de la France entière (9,7 %).
| Typologie                                               | Le Poët | Hautes-Alpes | France entière |
| ------------------------------------------------------- | ------- | ------------ | -------------- |
| Résidences principales (en %)                           | 79,8    | 48,8         | 82,2           |
| Résidences secondaires et logements occasionnels (en %) | 13,2    | 45,5         | 9,7            |
| Logements vacants (en %)                                | 7       | 5,7          | 8,1            |

### Voies de communication et transports
Le territoire communal est traversé par les routes départementales 722 et  par le tracé initial de l'ancienne route nationale 85 (actuelle RD 1085).
L'autoroute A51 passe près de la commune ; son accès le plus proche se situe à Sisteron en direction de Gap ou de Marseille.

### Énergie
- Le 19 juin 2008, la société « Solaire direct » annonce la prochaine construction d'un parc solaire sur le territoire de la commune. Le parc s'étendra sur 16 hectares et produira une puissance de 8 mégawatts pour 1 500 heures d'ensoleillement annuel.[Passage à actualiser]

## Toponymie
Le nom de la localité est signalé sous la forme Castrum de Poyeto en 1280, sous la forme latine Pogetum en 1290.
Noté de Poyeto en 1280, composé de puy, venant du latin podium qui désigne une hauteur, et du suffixe diminutif -ittum.
Lo Poèt en occitan.

## Histoire

### Temps modernes
Au XVIIIe siècle, un bac permettant de traverser la Durance est établi pour alimenter le moulin à eau.

## Politique et administration

### Rattachements administratifs et électoraux

#### Rattachements administratifs
La commune se trouve dans l'arrondissement de Gap du département des Hautes-Alpes.
Elle faisait partie depuis 1793 du canton de Laragne-Montéglin. Dans le cadre du redécoupage cantonal de 2014 en France, cette circonscription administrative territoriale a disparu, et le canton n'est plus qu'une circonscription électorale.

#### Rattachements électoraux
Pour les élections départementales, la commune fait partie depuis 2014 d'un nouveau canton de Laragne-Montéglin porté de 7 à 13 communes.
Pour l'élection des députés, elle fait partie de la première circonscription des Hautes-Alpes.

### Intercommunalité
Le Poët était membre de la petite communauté de communes du Laragnais, un établissement public de coopération intercommunale (EPCI) à fiscalité propre créé en 1994 et auquel la commune avait transféré un certain nombre de ses compétences, dans les conditions déterminées par le code général des collectivités territoriales.
Dans le cadre des dispositions de la loi portant nouvelle organisation territoriale de la République du 7 août 2015, qui prévoit que les établissements publics de coopération intercommunale (EPCI) à fiscalité propre doivent avoir un minimum de 15 000 habitants, cette intercommunalité a fusionné avec ses voisines pour former, le 1er janvier 2017, la communauté de communes du Sisteronais Buëch, dont est désormais membre la commune.

### Liste des maires
| Période                                  | Période                    | Identité           | Étiquette | Qualité                                          |
| ---------------------------------------- | -------------------------- | ------------------ | --------- | ------------------------------------------------ |
| Les données manquantes sont à compléter. |                            |                    |           |                                                  |
|                                          |                            |                    |           |                                                  |
| septembre 1850                           | février 1859               | M. Gobert          |           |                                                  |
| juillet 1860                             | septembre 1865             | Lucien Agnel       |           |                                                  |
| septembre 1865                           | octobre 1870               | Victor Correard    |           |                                                  |
| octobre 1870                             | juillet 1877               | Louis Givaudan     |           |                                                  |
| juillet 1877                             | mai 1883                   | Césarion Viguier   |           |                                                  |
| août 1882                                | mai 1883                   | Victor Correard    |           |                                                  |
| mai 1883                                 | mai 1888                   | Victor Aude        |           |                                                  |
| mai 1888                                 | mai 1896                   | Irénée Viguier     |           |                                                  |
| juillet 1896                             | mai 1900                   | Louis Fournier     |           |                                                  |
| mai 1900                                 | juillet 1907               | Irénée Viguier     |           |                                                  |
| juillet 1907                             | mai 1912                   | Lucien Meisson     |           |                                                  |
| mai 1912                                 | mai 1925                   | Jean Josep Marc    |           |                                                  |
| septembre 1925                           | mai 1928                   | Justin Clément     |           |                                                  |
| mai 1928                                 | mai 1935                   | Constant Correard  |           |                                                  |
| mai 1929                                 | juillet 1936               | Aimé Sarlin        |           |                                                  |
| juillet 1936                             | juin 1940                  | Ludovic Fournier   |           |                                                  |
| 1940                                     | 1944                       | Clovis Para        |           |                                                  |
|                                          |                            |                    |           |                                                  |
| février 1946                             | mars 1965                  | Louis Petit-Bara   |           |                                                  |
| mars 1965                                | août 1980                  | Denis Isnard       |           |                                                  |
| août 1980                                | juin 1995                  | René Eysseric      |           |                                                  |
| juin 1995                                | juin 1999                  | Alain Sarradon     |           |                                                  |
| juin 1999                                | décembre 2002              | Annicq Lecoq       |           |                                                  |
|                                          |                            |                    |           |                                                  |
| mars 2008                                | mars 2016                  | Alain Montay       |           | Démissionnaire                                   |
| avril 2016                               | mars 2022                  | Jean-Marie Trocchi |           | Ancien cadre Mort en fonction                    |
| mai 2022                                 | fin 2022                   | Bernard Neau       |           | Ancienne profession intermédiaire Démissionnaire |
| février 2023                             | En cours (au 27 juin 2024) | Georges Papegay    |           | Employé retraité                                 |

## Équipements et services publics

### Enseignement
Le Poët dépend de l'académie d'Aix-Marseille ; elle gère une école primaire publique, où soixante élèves sont scolarisés.

## Population et société

### Démographie
L'évolution du nombre d'habitants est connue à travers les recensements de la population effectués dans la commune depuis 1793. Pour les communes de moins de 10 000 habitants, une enquête de recensement portant sur toute la population est réalisée tous les cinq ans, les populations de référence des années intermédiaires étant quant à elles estimées par interpolation ou extrapolation. Pour la commune, le premier recensement exhaustif entrant dans le cadre du nouveau dispositif a été réalisé en 2004.

En 2022, la commune comptait 784 habitants, en évolution de −2,49 % par rapport à 2016 (Hautes-Alpes : +0,4 %, France hors Mayotte : +2,11 %).
| 1793 | 1800 | 1806 | 1821 | 1831 | 1836 | 1841 | 1846 | 1851 |
| ---- | ---- | ---- | ---- | ---- | ---- | ---- | ---- | ---- |
| 466  | 505  | 441  | 557  | 538  | 521  | 547  | 518  | 500  |

| 1856 | 1861 | 1866 | 1872 | 1876 | 1881 | 1886 | 1891 | 1896 |
| ---- | ---- | ---- | ---- | ---- | ---- | ---- | ---- | ---- |
| 516  | 504  | 519  | 508  | 501  | 503  | 468  | 440  | 436  |

| 1901 | 1906 | 1911 | 1921 | 1926 | 1931 | 1936 | 1946 | 1954 |
| ---- | ---- | ---- | ---- | ---- | ---- | ---- | ---- | ---- |
| 405  | 411  | 404  | 520  | 735  | 361  | 387  | 376  | 387  |

| 1962 | 1968 | 1975 | 1982 | 1990 | 1999 | 2004 | 2006 | 2009 |
| ---- | ---- | ---- | ---- | ---- | ---- | ---- | ---- | ---- |
| 424  | 429  | 511  | 515  | 587  | 690  | 763  | 751  | 727  |

| 2014 | 2019 | 2022 | - | - | - | - | - | - |
| ---- | ---- | ---- | - | - | - | - | - | - |
| 754  | 777  | 784  | - | - | - | - | - | - |

## Culture locale et patrimoine

### Lieux et monuments
- Église Saint-Pierre, restaurée au début du XIXe siècle et qui conserve son clocher du XIe siècle ainsi qu'un très beau cadran solaire contemporain sur la façade, orné de la devise « Regarde mon ombre, tu verras ta vie »[28],[29].
- Chapelle Sainte-Anne, rénovée en 1860[30].
- Tour-horloge, qui domine la vallée de la Durance et porte les armoiries de la famille de Rame, propriétaire du Poët au XIVe siècle[31]
- Table d'orientation du Poët,  à côté de la tour horloge, au sommet de la tour carrée[32].

### Héraldique
| Blason de Poët (Le) | Blason  | De gueules au senestrochère d'argent tenant une épée d'or. |
| Blason de Poët (Le) | Détails | Le statut officiel du blason reste à déterminer.           |

## Pour approfondir